# 刈田郡
刈田郡（日语：／ Katta gun */?）是宮城縣轄下的一郡。設立於721年，當時隸屬陸奥國。
現轄藏王町與七宿町。2003年人口15,266人、面積415.85 km²。